# Літтл-Рівер (округ)
Шаблон:StateAbbr_ 33°41′53″ пн. ш. 94°13′18″ зх. д. / 33.698055555556° пн. ш. 94.221666666667° зх. д.
Округ Літтл-Рівер (англ. Little River County) — округ (графство) у штаті Арканзас. Ідентифікатор округу 05081.

## Історія
Округ утворений 1867 року.

## Демографія
За даними перепису
2000 року
загальне населення округу становило 13628 осіб, зокрема міського населення було 3721, а сільського — 9907.
Серед мешканців округу чоловіків було 6630, а жінок — 6998. В окрузі було 5465 домогосподарств, 3912 родин, які мешкали в 6435 будинках.
Середній розмір родини становив 2,95.
Віковий розподіл населення поданий у таблиці:
| Стать    | До 15 років | 15-21 | 22-29 | 30-39 | 40-49 | 50-65 | 65-85 | Понад 85 |
| -------- | ----------- | ----- | ----- | ----- | ----- | ----- | ----- | -------- |
| Чоловіки | 1476        | 667   | 637   | 842   | 893   | 1265  | 766   | 84       |
| Жінки    | 1359        | 601   | 659   | 913   | 969   | 1293  | 1011  | 193      |

## Суміжні округи
- Сев'єр — північ
- Говард — північний схід
- Гемпстед — схід
- Міллер — південний схід
- Бові, Техас — південь
- Маккертен, Оклахома — захід

## Виноски
1. ↑  U.S. Decennial Census. United States Census Bureau. Архів оригіналу за 4 квітня 2018. Процитовано 27 серпня 2015.
2. ↑  Historical Census Browser. University of Virginia Library. Архів оригіналу за 11 серпня 2012. Процитовано 27 серпня 2015.
3. ↑  Forstall, Richard L., ред. (27 березня 1995). Population of Counties by Decennial Census: 1900 to 1990. United States Census Bureau. Архів оригіналу за 24 вересня 2015. Процитовано 27 серпня 2015.
4. ↑  Census 2000 PHC-T-4. Ranking Tables for Counties: 1990 and 2000 (PDF). United States Census Bureau. 2 квітня 2001. Архів оригіналу (PDF) за 18 грудня 2014. Процитовано 27 серпня 2015.
5. ↑  State & County QuickFacts. United States Census Bureau. Архів оригіналу за 7 червня 2011. Процитовано 23 травня 2014.(англ.) Наведено за англійською вікіпедією.
6. ↑  American FactFinder. Бюро перепису населення США. Архів оригіналу за 26 лютого 2012. Процитовано 31 січня 2008.

| США | Це незавершена стаття з географії США. Ви можете допомогти проєкту, виправивши або дописавши її. |